# Spartacus: Vengeance
Spartacus: Vengeance (Spartacus: venganza) es la segunda temporada de Spartacus, serie de televisión que presenta de manera novelada la vida del famoso gladiador rebelde Espartaco. Esta temporada narra el inicio de las revueltas de esclavos lideradas por los esclavos en cabeza de Espartaco quien junto a Crixus y la mayoría de esclavos provenientes de la casa de Léntulo Batiato intentan mantenerse a salvo de los Romanos, quienes al enterarse de la revuelta acurrida en Capua envían al recién nombrado pretor Cayo Claudio Glabro, mismo que arrebatara a la esposa de Espartaco y destinara a este a la esclavitud.
Fue estrenada en enero de 2012 por la cadena americana Starz con emisión a un capítulo semanal. Esta serie consta de 10 capítulos.

## Capítulos
- 01 - Fugitivos
- 02 - Un lugar en este mundo
- 03 - El bien mayor
- 04 - Manos vacías
- 05 - Libertos
- 06 - El camino elegido
- 07 - Juramento sagrado
- 08 - Equilibrio
- 09 - Monstruos
- 10 - La ira de los dioses

## Elenco

### Esclavos / gladiadores
Spartacus (Liam McIntyre)
Ex gladiador del ludus de Batiatus, quien después de escapar busca vengarse del pretor Gaius Claudius Glaber por haberle robado su libertad. Anteriormente Spartacus fue interpretado por el actor Andy Whitfield, quien por desgracia murió el 11 de septiembre de 2011 debido a un linfoma no-Hodgkin. La elección de McIntyre fue discutida, ya que el actor en el momento de ser elegido se hallaba muy por debajo del peso necesario y musculatura apropiada para interpretar el papel. Liam estableció conversaciones con Andy, quien le dio su propia bendición para ser su sustituto en la serie.
Crixus (Manu Bennett)
Excampeón y el mejor peleador y gladiador de Batiatus, después de Gánico y antes de la llegada de Spartacus. Inicialmente rivales, ahora Crixus es amigo de confianza de Spartacus y lo acompaña durante la lucha. Crixus está enamorado de Naevia y la busca incansablemente.
Gánico (Dustin Clare)
Excampeón y gladiador del ludus de Batiatus, quien después de luchar gana su libertad durante Gods of the Arena. Es obligado a dejar a su amada Aurelia. Predecesor de Crixus y amigo de Enomao, busca saldar su deuda contra su viejo amigo. Con el tiempo se vuelve amante de Saxa, y aun así busca incansablemente a Aurelia, su esposa.
Oenomaus (Peter Mensah)
Exentrenador (doctore), de los gladiadores de Batiatus, no soporta lo que pasó en el ludus de Batiatus y desaparece en busca de su muerte.
Naevia (Cynthia Addai-Robinson)
El interés romántico de Crixus y ex esclava personal de Lucretia, quien fue desterrada del ludus antes de la revuelta por Lucretia después de enterarse de que Crixus amaba a Naevia y no a ella. Durante las dos temporadas anteriores Naevia fue interpretada por Lesley-Ann Brandt. Naevia está atormentada por los hechos vividos desde su destierro del ludus.
Mira (Katrina Law)
Una ex-esclava y amante de Espartaco, quiere que el tracio se libere de los males que lo atormentan.
Ashur (Nick Tarabay)
Esclavo sirio y enemigo de Crixus, Spartacus y Oenomaus, quien escapó casi sin vida al final de Blood and Sand, después de capturar a Oenomaus se pone al servicio de Glaber.
Agron (Dan Feuerriegel)
Ex-gladiador del ludus de Batiatus y amigo de Spartacus, su hermano Duro fue asesinado durante la revuelta al final de Spartacus Blood and Sand.
Aurelia (Ema Park )
Una ex esclava de Lucretia , quien se llega a enamorar de gánico Luego de la liberación de gánico se llegan a separar. Después de tantos años se reencuentra con su esposo que es Gánico.

### Romanos
Gaius Claudius Glaber (Craig Parker)
Legatus del ejército romano quien es responsable de la esclavitud de Spartacus como gladiador y por haber asesinado a su esposa, Glaber es el esposo de Ilithyia.
Ilithyia (Viva Bianca)
La hija del senador Albinius y la esposa de Glaber. Anteriormente fue amiga de confianza de Lucretia, antes de ser traicionada por ella. Illithyia y Spartacus se odian.
Lucrecia Batiatus (Lucy Lawless)
Viuda de Quintus Lentulus Batiatus, Lucretia fue seriamente herida por Crixus y dada por muerta durante el último episodio de Blood and Sand. Fue rescatada por Ashur.
Varinus (Brett Tucker)
Un pretor del ejército romano con quien Illithyia mantiene una aventura.
Seppius (Tom Hobbs)
Joven ciudadano de Capua y hermano mayor de Seppia, desea obtener la gloria de capturar a Spartacus.
Seppia (Hanna Mangan Lawrence)
Hermana menor de Seppius y amante de Glaber.

## Producción
La serie se comenzó a emitir el 2 de enero de 2012 con su primer capítulo, sufriendo retrasos hasta ese día, debido a que el actor principal Andy Whitfield le fuera diagnosticado un linfoma no-Hodgkin, falleciendo el 11 de septiembre de 2011 en Sídney,  por lo que fueron detenidas las grabaciones. El actor fue sustituido por Liam McIntyre.
La serie destaca por la numerosa aparición de efectos digitales muy similares a los vistos en la película 300

## Emisiones en otros países
En América Latina se estrenó el domingo 29 de enero de 2012 por el canal Movie City con emisión de un capítulo semanal. En España comenzó su emisión el martes 3 de julio de 2012 en Canal + y Canal + HD (diales 1 y 150) a las 21:30
Spartacus se emitirá el martes 27 de septiembre